# 曾瑄
曾瑄（1419年—？），字廷獻，雲南臨安衛人，明朝政治人物。天順丁丑進士。

## 生平
雲南鄉試第八名舉人。天順元年（1457年）丁丑科三甲第一百四十六名進士。官刑科给事中。天順四年（1460年）因早朝時在殿前遗尿，降福建连江县主簿。

## 家族
曾祖父曾恭。祖父曾安壽。父亲曾斌。